# نهاد الجشي
نهاد محمد بن سعيد الجشي (1956م) هي طبيبة سعودية وعضو في مجلس الشورى السعودي منذ أن تم تعيينها بأمر ملكي في 3 ربيع الأول، 1438هـ الموافق لـ2 ديسمبر 2016م. تُعد نهاد واحدةً من الأعضاء الشيعية الأربعة في مجلس الشورى السعودي، وإحدى أوائل النساء في المجلس منذ تعيينها في 1434/3/3هـ. وهي أيضاً منضمة عضوةً في وفد المملكة لهيئة حقوق الإنسان بجنيف وعضو في الحوار الوطني الخاص بالمؤسسات الصحية لعام 1430هـ. هذا وقد شاركت مع الوفد السعودي المشارك بأسبوع دول مجلس التعاون الخليجي بمدريد 2006م وكذلك الحوار الوطني الخاص بقضايا المرأة فهي عضو في فريق متابعة توصياته
.

## النشأة
نشأت نهاد الجشي في محافظة القطيف شرقي المملكة العربية السعودية. وحصلت على بكالوريوس طب وجراحة من جامعة الملك سعود بالرياض عام 1980-1981م، وعلى دكتوراه طب أطفال من المجلس العربي للاختصاصات الطبية في عام 1991-1990. شاركت بعدة حوارات وطنية وعالمية بقضايا المرأة وحقوق الإنسان، وهي ابنة أخت المؤرخ عبد الله الجشي، ووالدها الشاعر محمد سعيد الجشي.

### التعليم
حصلت نهاد على بكالوريوس الطب والجراحة من جامعة الملك سعود بالرياض في عام 1401هـ، ثم التحقت بدبلوم أمراض الأطفال في دبلن بأيرلندا وأنهته في عام 1988.في عام 1990 نالت درجة الدكتوراه في طب الأطفال من المجلس الأردني للاختصاصات الطبية، وفي العام التالي 1991م نالت دكتوراه طب الأطفال من المجلس العربي للاختصاصات الطبية. وتخصصت في عام 1994 في أمراض الأطفال حديثي الولادة.

## الحياة العملية
- - عضو مجلس الشورى اعتباراً من 3/3/1434هـ.
- - محاضره في الدورات التدريبية والتعليم المستمر للتمريض - العناية المركزة والوبائيات.[9]
- - رئيسة فريق الوفيات والمضاعفات الطبية (2007-2009م).[9]
- - رئيسة فريق الوبائيات (2000-2003م).[9]
- - رئيسة وحدة العناية المركزة لحديثي الولادة (1990-2006م).[9]
- - طبيبة واستشارية لأمراض الأطفال حديثي الولادة بمستشفى الدمام للولادة والأطفال المركزي (1410هـ).
- - معيدة ثم طبيبة في برنامج التخصص بطب الأطفال - مستشفى الملك خالد الجامعي بالرياض .

## عضويات المجالس واللجان
- عضو بجمعية طب الأطفال السعودية.[5]
- عضو بجمعية طب حديثي الولادة السعودية.[5]
- عضو مؤسس في جمعية طب حديثي الولادة لدول مجلس التعاون الخليجي.[10]
- عضو مجلس إدارة برنامج الأمان الأسري الوطني (2006).
- عضو مؤسس للجنة النسائية بمركز الخدمة الاجتماعية بمدينة القطيف.[8]
- عضو مؤسس بجمعية العطاء النسائية بالقطيف ورئيسة فريق ذوي الاحتياجات الخاصة.[8]
- رئيسة الفريق النسائي بلجنة التنمية الاجتماعية بالقطيف وعضو اللجنة العليا لمهرجان واحتنا فرحانه السنوي.[8]
- عضو مؤسس وناشط بالفريق الأهلي للدعم النفسي والمعنوي لمرضى فقر الدم المنجلي.
- عضو جمعية القطيف الخيرية ومؤسس لجنة ذوي الأحتياجات الخاصة بالجمعية.

## وصلات خارجية
- موقع مجلس الشورى السعودي الرسمي.
- معرض صور مجلس الشورى السعودي.
- مقابلة مع نهاد الجشي من ضمن فعاليات واحتنا فرحانة 3